# Hauteur d'échelle
La hauteur d'échelle est l'altitude dont il faut monter, à une position donnée dans une atmosphère, pour réduire la pression d'un facteur e (environ 2,718), autrement dit pour la multiplier par 1/e (env 0,3679).  La hauteur d'échelle est donc une grandeur locale qui est définie en tout point.

## But
Pour un objet céleste donné, il n'existe pas de limite précise entre son atmosphère et l'espace situé au-delà. La hauteur d'échelle sert donc à déterminer une « épaisseur » caractéristique de l'atmosphère considérée, laquelle permet de comparer différentes atmosphères entre elles.

## Définition
En un point donné d'une atmosphère, la hauteur d'échelle est l'altitude dont il faudrait monter pour que, dans les mêmes conditions (autres que la pression) que celles du point considéré et en supposant que l'atmosphère est un gaz parfait en équilibre hydrostatique, la pression soit réduite d'un facteur e par rapport à celle du point considéré.

### Propriétés induites par la définition
- La hauteur d'échelle est une grandeur locale, définie en chaque point.
- En analyse dimensionnelle, la hauteur d'échelle est une « longueur » ; son unité de mesure dans le Système international d'unités est le mètre.

## Expression mathématique
De façon générale, l'équation différentielle décrivant l'équilibre hydrostatique d'une atmosphère, s'écrit :
{\displaystyle {\frac {dP}{dz}}=-\rho g} (éq. 1)
avec :
- P : la pression,
- z : l'altitude, choisie croissante « vers le haut » (le niveau zéro, z = 0, pouvant être choisi arbitrairement),
- ρ : la masse volumique,
- g : l'intensité locale de la pesanteur.

La loi des gaz parfaits s'écrit :
{\displaystyle P={\frac {\rho RT}{M}}}
{\displaystyle \rho ={\frac {PM}{RT}}} (éq. 2)
avec : 
- R : la constante des gaz parfaits,
- T : la température,
- M : la masse molaire.

En appliquant l'équation (2) dans l'équation (1), on obtient alors :
{\displaystyle {\frac {dP}{dz}}=-{\frac {PMg}{RT}}} (éq. 3).
Il s'agit de l'équation différentielle décrivant la variation de pression en fonction de l'altitude.
Localement, la température, la masse molaire de l'atmosphère (liée à sa composition chimique) et l'intensité de la gravité peuvent être considérées comme constantes avec l'altitude. En intégrant l'équation (3), on obtient alors :
{\displaystyle P(z)=P_{0}e^{\frac {-Mgz}{RT}}}
où P0 est la pression à l'altitude z=0
Dans les conditions du point d'étude, pour que P diminue d'un facteur 1/e, il faudrait alors une variation d'altitude H telle que :
{\displaystyle H={\frac {RT}{Mg}}}.
Cette hauteur H est la hauteur d'échelle au point considéré. Une remarque importante est que cette hauteur ne dépend pas de la pression ni de ses dérivées dans cette expression finale.

## Exemple
Prenons l'exemple de la surface terrestre moyenne :
- R = 8,314 J mol−1 K−1 ;
- g = 9,806 65 m s−2 ;
- M = 0,028 8 kg mol−1 ;
- T = 288 K.

On obtient : H = 8,48 km.

## Hauteur d'échelle et libre parcours moyen
La hauteur d'échelle et le libre parcours moyen des particules définissent si les conditions locales sont en équilibre thermodynamique : si le libre parcours moyen des particules est beaucoup plus grand que la hauteur échelle, alors il n'existe pas suffisamment d'échange thermique (collision) pour définir une température (processus de thermalisation).